# Vår dotter
Vår dotter är en sång skriven och komponerad av Gunborg Martin och Hans Martin, och ursprungligen inspelad av det finländska dansbandet Tommys på albumet Vår dotter, utgivet år 1991. Låten förlades även till bandets samlingsalbum Tommys bästa från 2001.
Låten blev bandets genombrottshit i Sverige, där man medverkade och framförde den i Café Norrköping, vilket banade av för bandets turnerande i Sverige.
Sångtexten handlar om en familj som saknar sin avlidna dotter som föddes en sommardag, och skulle varit 18 år och i sina bästa ungdomsår, men i stället antas vara i himlen.

## Andra inspelningar
Det svenska dansbandet Matz Bladhs tolkade 1995 låten på albumet Leende dansmusik 95., och utgav den samma år även på singel med "Fryksdalsdans nr 2" som B-sida.